# 19426 Leal
19426 Leal è un asteroide della fascia principale. Scoperto nel 1998, presenta un'orbita caratterizzata da un semiasse maggiore pari a 2,7333298 UA e da un'eccentricità di 0,1653087, inclinata di 7,64103° rispetto all'eclittica.